# São Mateus do Sul
São Mateus do Sul è un comune del Brasile nello Stato del Paraná, parte della mesoregione del Sudeste Paranaense e della microregione di São Mateus do Sul. si trova a 121 km dalla capitale dello Stato Curitiba.